# Windsor-Akte

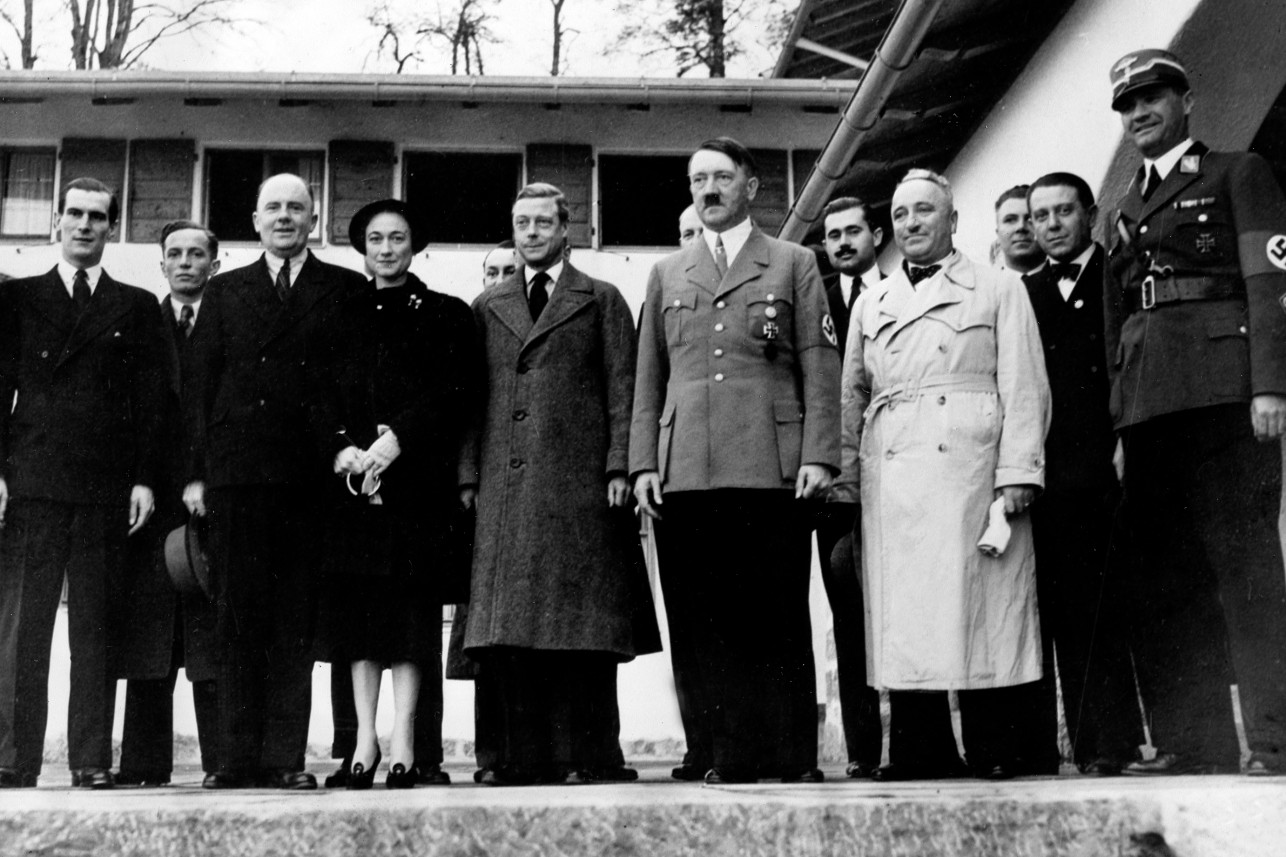
Der Herzog von Windsor zu Besuch auf Hitlers Privatwohnsitz Berghof im Jahr 1937.

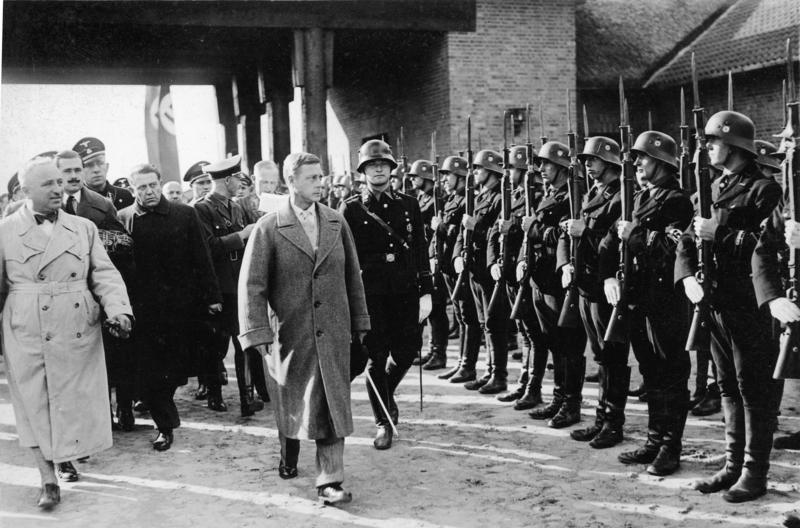
Der Herzog von Windsor beim Besuch der NS-Ordensburg Krössinsee im Jahr 1937.

Die Windsor-Akte (im Englischen als Marburg Files, Windsor Files oder Duke of Windsor Files bekannt) ist eine Sammlung zunächst als hochgeheim eingestufter Akten des Außenministeriums des Dritten Reichs.

## Geschichte
Die Windsor-Akte war Teil von insgesamt mehr als 411 Tonnen Archivmaterial, welches im Mai 1945 von US-amerikanischen Truppen bei Treffurt im nordwestlichen Thüringen entdeckt wurde. Laut der Thüringer Allgemeinen nannte Carl von Loesch, ehemaliger Adjutant des Chefdolmetschers von Adolf Hitler, den Amerikanern das Versteck des Materials auf Gut Schönberg. Das Material wurde eilig aus dem nach den Beschlüssen der Konferenz von Jalta zukünftig in der sowjetischen Besatzungszone liegenden Thüringen in die amerikanische Besatzungszone ins Marburger Schloss in Hessen gebracht, um zusammengeführt und gesichtet zu werden.
Die Windsor-Akten wurden in mehreren Wellen, 1952 und 1959, zuletzt 1996, teilweise veröffentlicht. Sie dokumentieren die Beziehungen des Herzogs von Windsor, dem abgedankten britischen König Eduard VIII., mit dem Dritten Reich und dessen hochrangigen Protagonisten, u. a. Joachim von Ribbentrop und Adolf Hitler, und belegen Versuche, gegebenenfalls auch mit Hilfe der Nationalsozialisten auf den britischen Thron zurückzukehren (siehe: Unternehmen Willi).